# Camponotus posticus
Camponotus posticus är en myrart som beskrevs av Santschi 1926. Camponotus posticus ingår i släktet hästmyror, och familjen myror. Inga underarter finns listade.